# Gamletull

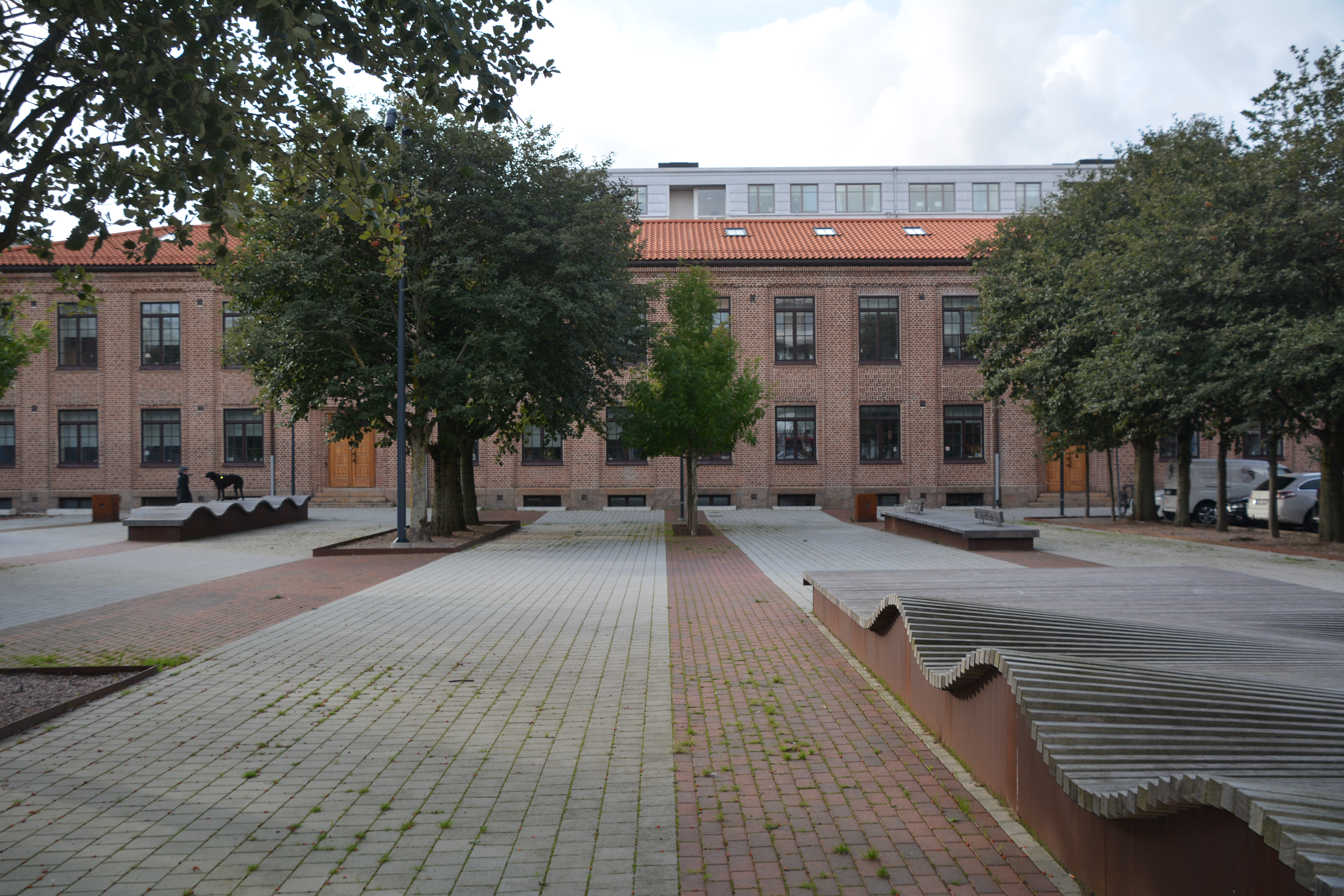
Nordiskafilts gamla kontor vid Ernst Wigforss plats

Gamletull är ett område i Centrum i Halmstad, öster om Nissan. 
Tidigare låg huvudsakligen Albany Nordiskafilt AB och Energiverket på området. Under en kortvarig byggperiod uppfördes – innan områdets utbyggnad abrupt avslutades – ett isolerat hyreshus, som i folkmun kallas "Lilla huset på prärien". Under 2010-talet har utbyggnaden av området återupptagits.
I Gamletullsområdet invigdes 2014 Ernst Wigforss plats öster om Nordiskafilts gamla huvudkontor.
Namnet Gamletull kommer från den tid då landtull togs ut för införsel av varor i staden.

## Bildgalleri

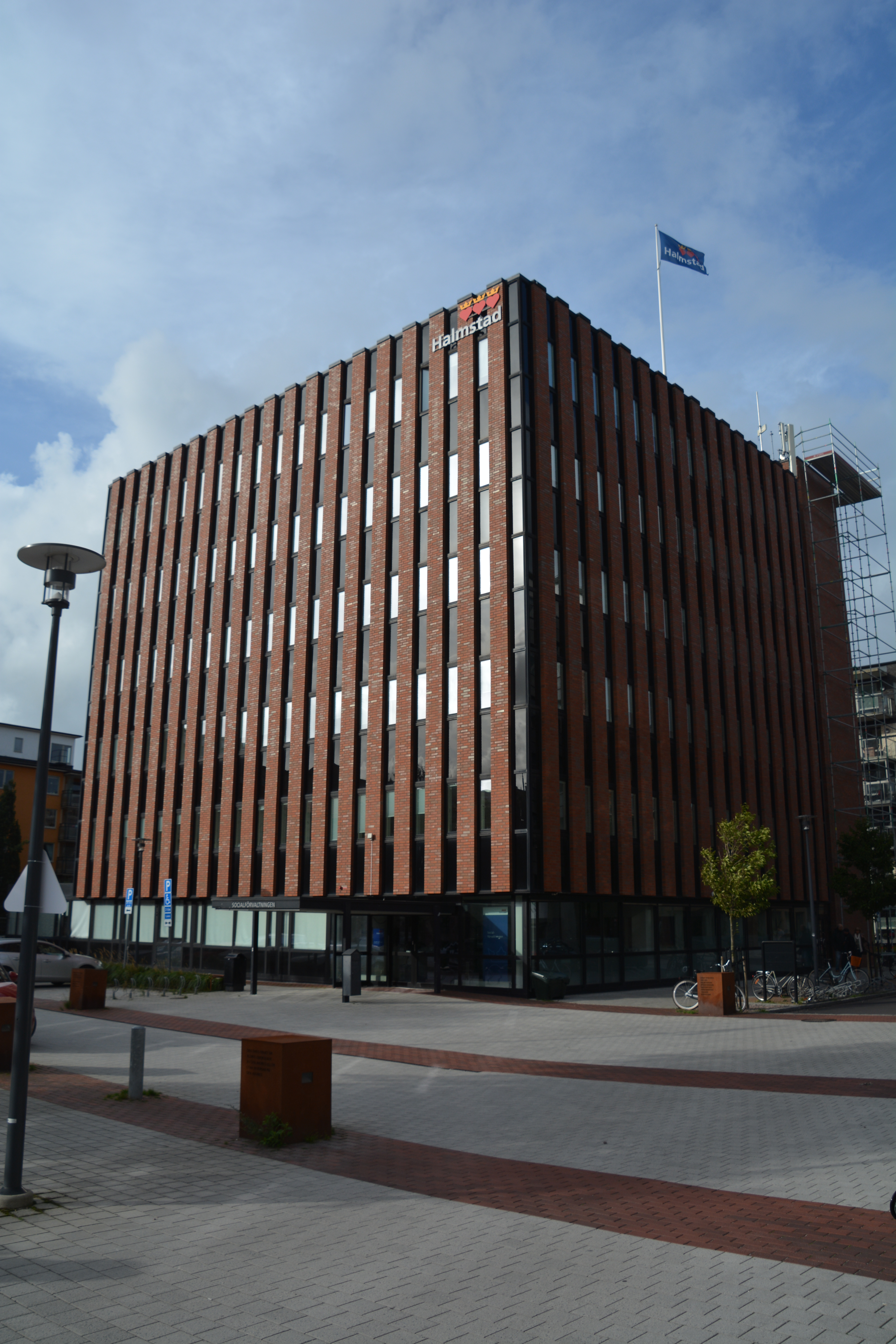
Nordiskafilts nyare kontor vid Ernst Wigforss plats